# Ferrari F310B
Der Ferrari F310B war ein Formel-1-Rennwagen, den die Scuderia Ferrari 1997 in der Formel-1-Weltmeisterschaft einsetzte.

## Technik und Entwicklung

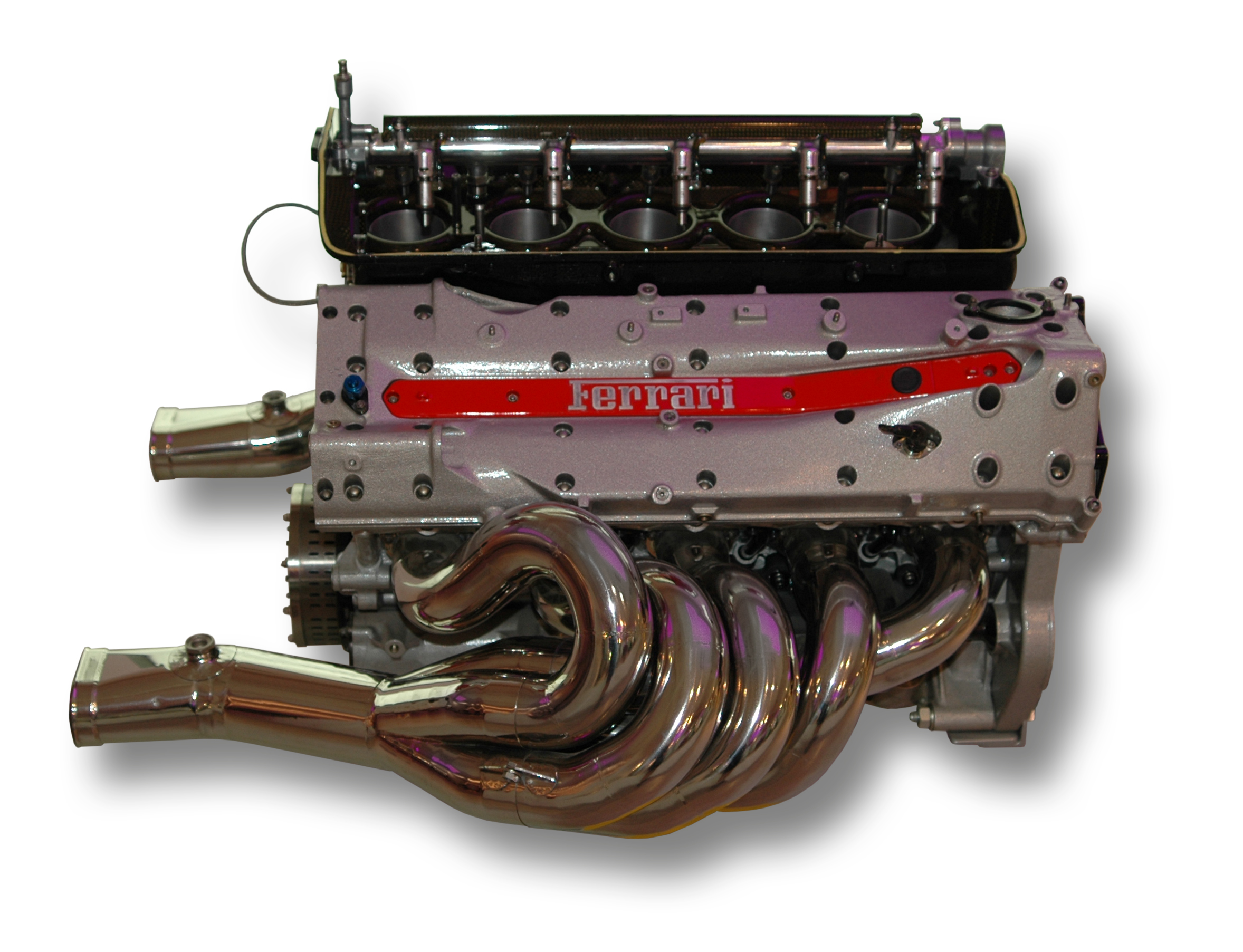
Der Motor des Fahrzeugs: Ferrari 046/2

Der F310B wurde von John Barnard entwickelt und war eine Weiterentwicklung des Vorjahreswagens Ferrari F310. Im Verlauf der Saison 1997 entwickelte Rory Byrne den Wagen weiter, da Barnard noch vor Beginn der Saison die Scuderia verließ. Der F310B zeigte Ähnlichkeiten zum Vorjahresweltmeister Williams FW18, was sich vor allem an Front- und Heckflügel bemerkbar machte. Als Motor wurde der Tipo 046/2, ein 3,0-Liter V10-Saugmotor, verwendet. Dieser leistet bei 16.500/min ungefähr 750 PS oder 551 kW. Damit erreicht der Wagen eine Höchstgeschwindigkeit von 340 km/h. 

## Renngeschichte

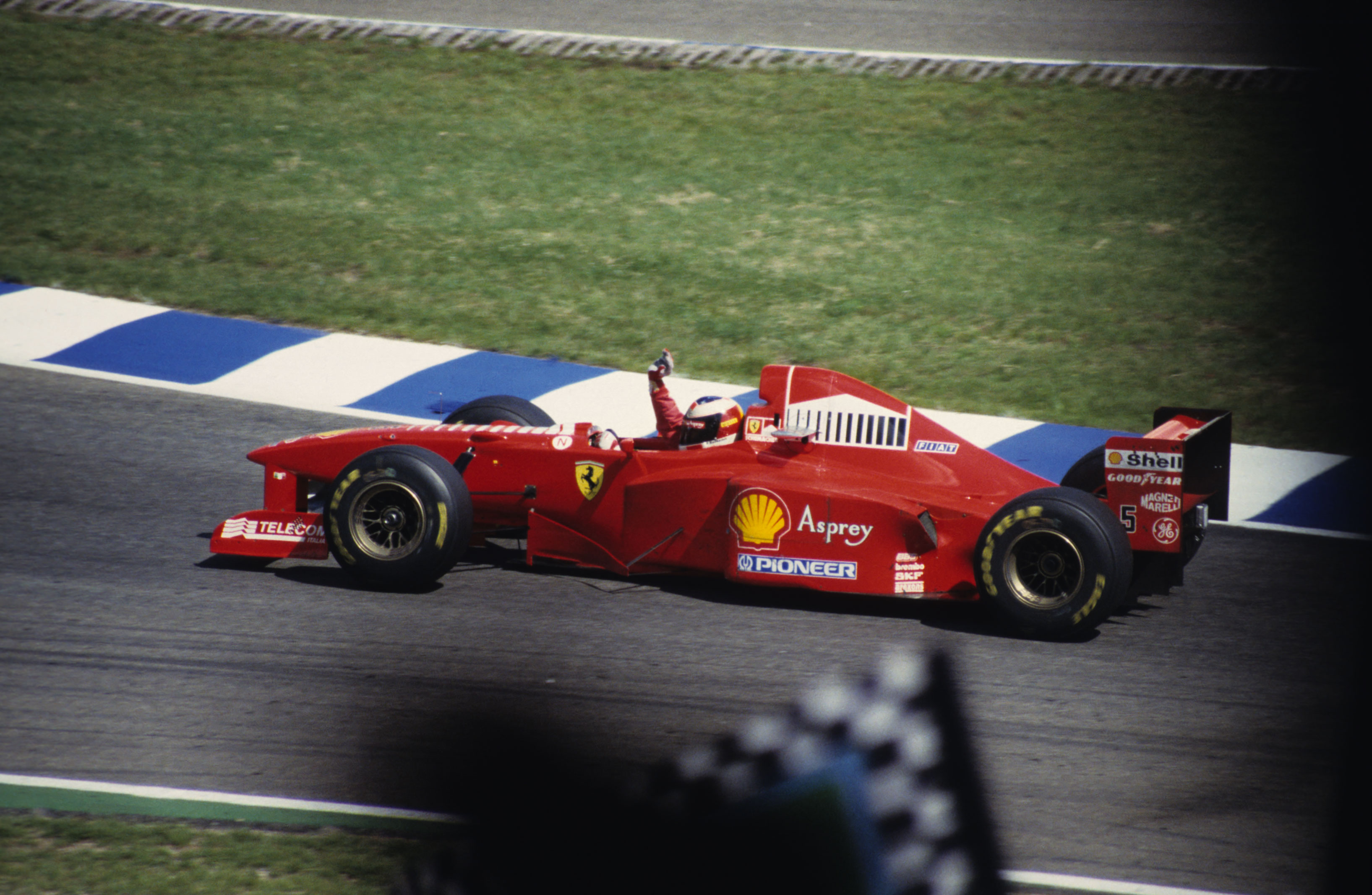
Michael Schumacher feiert seinen zweiten Platz beim Großen Preis von Deutschland 1997

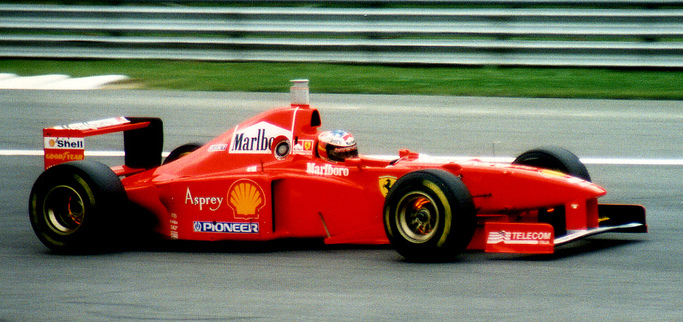
Michael Schumacher im F310B während des Großen Preises von Italien 1997

Erstmals seit 1990 war Ferrari in der Lage, um den Weltmeistertitel zu kämpfen und die Weltmeisterschaft bis zum letzten Rennen in Jerez offen zu halten. Wie auch im Vorjahr war Williams die stärkste Kraft, der Hauptkonkurrent um den WM-Titel war allerdings nach dem Wechsel des Vorjahresweltmeisters Damon Hill zu Arrows nunmehr Jacques Villeneuve. Vor dem letzten Rennen, dem Großen Preis von Europa, führte Schumacher die Weltmeisterschaft an. Nachdem Schumacher über die Hälfte des Rennens geführt hatte, wurde er ohne ersichtlichen Grund wesentlich langsamer und Villeneuve konnte aufschließen. Als er zum Überholen ansetzte, kam es zur Kollision, wie bereits 1994 zwischen Schumacher und Hill. Während damals die Schuldfrage nicht klar war, so gab es dieses Mal wenig Zweifel, dass Schumacher den Zusammenstoß provoziert hatte. Im Gegensatz zu Hill 1994 konnte Villeneuve jedoch das Rennen fortsetzen und beendete es hinter den McLaren-Mercedes als Dritter, was genügte, um Weltmeister zu werden. Schumacher schied nach der Kollision aus. Er wurde durch ein Urteil der FIA wegen Unsportlichkeit aus der WM-Wertung ausgeschlossen. In der Konstrukteurswertung wurden die von Schumacher erzielten Punkte jedoch nicht aberkannt, sodass Ferrari Platz zwei belegte.

## Lackierung und Sponsoring
Der Wagen war komplett rot lackiert. Im Vergleich zum Vorjahr wurde ein helleres, sponsorenfreundliches Marlboro-Rot gewählt. Auf den Seitenkästen wurde für den Benzinlieferanten Shell und auch für Asprey und Pioneer geworben.

## Fahrer
Wie in der vorhergehenden Saison wurde der F310B von Michael Schumacher und Eddie Irvine pilotiert. Als Testfahrer wurden Gianni Morbidelli und Nicola Larini nominiert. Beide fuhren nebenbei während dieser Saison auch als Einsatzfahrer für Sauber. 

## Ergebnisse
| Fahrer                          | Nr.                             | 1   | 2  | 3   | 4 | 5 | 6  | 7   | 8 | 9   | 10  | 11 | 12 | 13 | 14  | 15  | 16 | 17  | Punkte | Rang |
| ------------------------------- | ------------------------------- | --- | -- | --- | - | - | -- | --- | - | --- | --- | -- | -- | -- | --- | --- | -- | --- | ------ | ---- |
| Formel-1-Weltmeisterschaft 1997 | Formel-1-Weltmeisterschaft 1997 |     |    |     |   |   |    |     |   |     |     |    |    |    |     |     |    |     | 102    | 2.   |
| M. Schumacher                   | 5                               | 2   | 5  | DNF | 2 | 1 | 4  | 1   | 1 | DNF | 2   | 4  | 1  | 6  | 6   | DNF | 1  | DNF | 102    | 2.   |
| E. Irvine                       | 6                               | DNF | 16 | 2   | 3 | 3 | 12 | DNF | 3 | DNF | DNF | 9  | 10 | 8  | DNF | DNF | 3  | 5   | 102    | 2.   |

| Legende  | Legende            | Legende                                                          |
| Farbe    | Abkürzung          | Bedeutung                                                        |
| -------- | ------------------ | ---------------------------------------------------------------- |
| Gold     | –                  | Sieg                                                             |
| Silber   | –                  | 2. Platz                                                         |
| Bronze   | –                  | 3. Platz                                                         |
| Grün     | –                  | Platzierung in den Punkten                                       |
| Blau     | –                  | Klassifiziert außerhalb der Punkteränge                          |
| Violett  | DNF                | Rennen nicht beendet (did not finish)                            |
| Violett  | NC                 | nicht klassifiziert (not classified)                             |
| Rot      | DNQ                | nicht qualifiziert (did not qualify)                             |
| Rot      | DNPQ               | in Vorqualifikation gescheitert (did not pre-qualify)            |
| Schwarz  | DSQ                | disqualifiziert (disqualified)                                   |
| Weiß     | DNS                | nicht am Start (did not start)                                   |
| Weiß     | WD                 | zurückgezogen (withdrawn)                                        |
| Hellblau | PO                 | nur am Training teilgenommen (practiced only)                    |
| Hellblau | TD                 | Freitags-Testfahrer (test driver)                                |
| ohne     | DNP                | nicht am Training teilgenommen (did not practice)                |
| ohne     | INJ                | verletzt oder krank (injured)                                    |
| ohne     | EX                 | ausgeschlossen (excluded)                                        |
| ohne     | DNA                | nicht erschienen (did not arrive)                                |
| ohne     | C                  | Rennen abgesagt (cancelled)                                      |
| ohne     | keine WM-Teilnahme |                                                                  |
| sonstige | P/fett             | Pole-Position                                                    |
| sonstige | 1/2/3/4/5/6/7/8    | Punktplatzierung im Sprint-/Qualifikationsrennen                 |
| sonstige | SR/kursiv          | Schnellste Rennrunde                                             |
| sonstige | *                  | nicht im Ziel, aufgrund der zurückgelegten Distanz aber gewertet |
| sonstige | ()                 | Streichresultate                                                 |
| sonstige | unterstrichen      | Führender in der Gesamtwertung                                   |